# 米塔居普菲山
46°58′18″N 8°11′15″E / 46.97167°N 8.18750°E

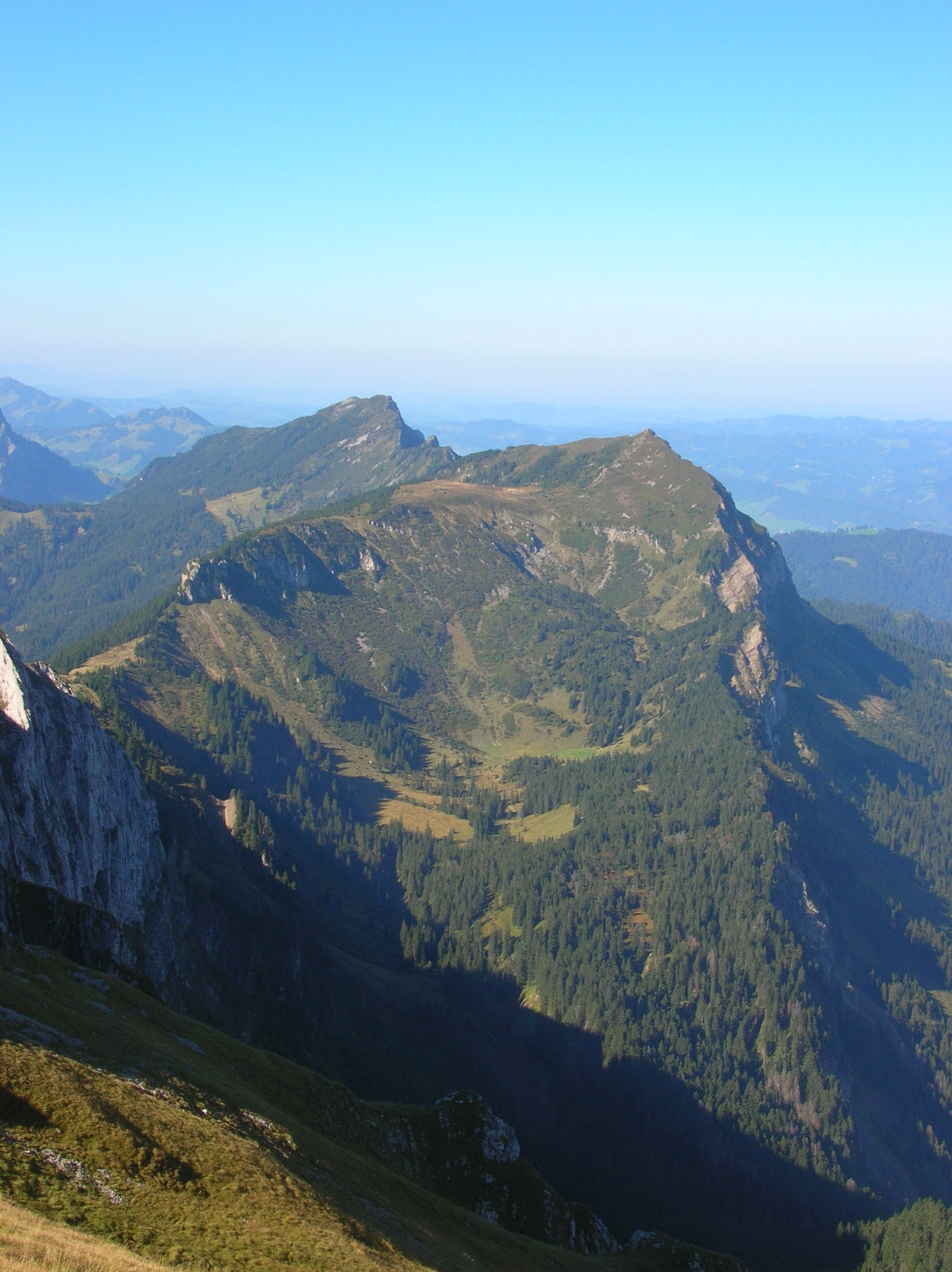

米塔居普菲山（德語：Mittaggüpfi）是瑞士的山峰，位於該國中部，由盧塞恩州和上瓦爾登州負責管轄，屬於埃默河谷山的一部分，海拔高度1,916米，每年平均降雨量2,465毫米。